# Cleocrito
Cleocrito (in greco antico: Κλεόκριτος?, Kleòkritos; Atene, metà del V secolo a.C. – dopo il 403 a.C.) è stato un religioso ateniese.

## Biografia
Cleocrito, araldo dei Misteri eleusini famoso per la bellezza della sua voce, fu uno dei democratici che tornarono ad Atene con Trasibulo; dopo la battaglia di Munichia (404 a.C.), si recò ad Atene per arringare i cittadini che avevano sostenuto i Trenta tiranni, esortandoli a porre fine agli orrori della guerra civile.
Il passo più famoso è:
Aristofane, ne Le rane, scherza su di lui dicendo che era tanto corpulento quanto la sua voce era potente.